# Peter Walker (pilote automobile)
Pour les articles homonymes, voir Walker et Peter Walker.
Peter Douglas Conyers Walker, né le 7 octobre 1912 à Leeds, Angleterre, et mort le 1er mars 1984 à Newtown, était un pilote automobile anglais qui remporta les 24 Heures du Mans en 1951 et qui s'engagea aussi en Formule 1.

## Biographie
Après avoir engagé une des trois Jaguar XK120 aux 24 Heures du Mans 1950 qui marquent la première apparition de Jaguar dans cette course, Peter Walker et Peter Whitehead offrent à ce constructeur la première de ses victoires lors des 24 Heures du Mans 1951.

## Palmarès
- Vainqueur des 24 Heures du Mans 1951 sur Jaguar XK120
- Vainqueur des 9 Heures de Goodwood en 1955 sur Aston Martin DB3S
- Vainqueur en Formule Libre à Snetterton en 1955 sur Connaught B type[1]

## Résultats en championnat du monde de Formule 1
| Saison | Écurie                                   | Châssis                   | Moteur              | Pneus  | GP disputés | Points inscrits | Classement |
| ------ | ---------------------------------------- | ------------------------- | ------------------- | ------ | ----------- | --------------- | ---------- |
| 1950   | Privé                                    | ERA E                     | ERA l6 compressé    | Dunlop | 1           | 0               | Nc.        |
| 1951   | British Racing Motors                    | BRM P15                   | BRM V16 compressé   | Dunlop | 1           | 0               | Nc.        |
| 1955   | Stirling Moss Ltd RRC Walker Racing Team | Maserati 250F Connaught B | Maserati l6 Alta l4 | Dunlop | 2           | 0               | Nc.        |

## Résultats aux 24 Heures du Mans
| Année | Voiture           | Équipe            | Équipiers       | Résultat  |
| ----- | ----------------- | ----------------- | --------------- | --------- |
| 1951  | Jaguar XK120-C    | Peter Walker      | Peter Whitehead | Vainqueur |
| 1952  | Jaguar C-Type     | Jaguar Ltd.       | Stirling Moss   | Abandon   |
| 1953  | Jaguar C-Type     | Jaguar Ltd.       | Stirling Moss   | 2e        |
| 1954  | Jaguar D-Type     | Jaguar Ltd.       | Stirling Moss   | Abandon   |
| 1955  | Aston Martin DB3S | Aston Martin Ltd. | Roy Salvadori   | Abandon   |
| 1956  | Aston Martin DB3S | Aston Martin Ltd. | Roy Salvadori   | Abandon   |